# Sterakóvou
Sterakóvou est un village chypriote situé dans le district de Limassol au sud de l’île de Chypre.